# ازوا
ازوا هي مدينة، في جمهورية الدومينيكان، تقع في محافظة أزوا، بلغ عدد سكانها 128,264 نسمة وذلك حسب إحصائيات سنة 2012، تبلغ مساحتها 416,300,000 متر مربع (416.3 كـم2).

## المناخ
يظهر الجدول التالي التغييرات المناخية على مدار السنة لازوا:
| البيانات المناخية لـازوا                       | البيانات المناخية لـازوا | البيانات المناخية لـازوا | البيانات المناخية لـازوا | البيانات المناخية لـازوا | البيانات المناخية لـازوا | البيانات المناخية لـازوا | البيانات المناخية لـازوا | البيانات المناخية لـازوا | البيانات المناخية لـازوا | البيانات المناخية لـازوا | البيانات المناخية لـازوا | البيانات المناخية لـازوا | البيانات المناخية لـازوا |
| الشهر                                          | يناير                    | فبراير                   | مارس                     | أبريل                    | مايو                     | يونيو                    | يوليو                    | أغسطس                    | سبتمبر                   | أكتوبر                   | نوفمبر                   | ديسمبر                   | المعدل السنوي            |
| ---------------------------------------------- | ------------------------ | ------------------------ | ------------------------ | ------------------------ | ------------------------ | ------------------------ | ------------------------ | ------------------------ | ------------------------ | ------------------------ | ------------------------ | ------------------------ | ------------------------ |
| الدرجة القصوى °م (°ف)                          | 35.0 (95.0)              | 36.0 (96.8)              | 36.5 (97.7)              | 36.8 (98.2)              | 37.8 (100.0)             | 37.0 (98.6)              | 38.7 (101.7)             | 39.0 (102.2)             | 37.8 (100.0)             | 37.0 (98.6)              | 36.8 (98.2)              | 35.0 (95.0)              | 39.0 (102.2)             |
| متوسط درجة الحرارة الكبرى °م (°ف)              | 31.1 (88.0)              | 31.5 (88.7)              | 31.8 (89.2)              | 32.2 (90.0)              | 32.3 (90.1)              | 32.8 (91.0)              | 33.9 (93.0)              | 33.9 (93.0)              | 33.3 (91.9)              | 32.5 (90.5)              | 32.0 (89.6)              | 31.3 (88.3)              | 32.4 (90.3)              |
| متوسط درجة الحرارة الصغرى °م (°ف)              | 19.2 (66.6)              | 19.6 (67.3)              | 20.5 (68.9)              | 21.4 (70.5)              | 22.3 (72.1)              | 22.7 (72.9)              | 23.1 (73.6)              | 23.1 (73.6)              | 22.8 (73.0)              | 22.3 (72.1)              | 21.2 (70.2)              | 19.7 (67.5)              | 21.5 (70.7)              |
| أدنى درجة حرارة °م (°ف)                        | 14.5 (58.1)              | 15.2 (59.4)              | 15.1 (59.2)              | 16.2 (61.2)              | 19.2 (66.6)              | 19.2 (66.6)              | 19.9 (67.8)              | 19.5 (67.1)              | 19.8 (67.6)              | 18.2 (64.8)              | 15.5 (59.9)              | 14.5 (58.1)              | 14.5 (58.1)              |
| معدل هطول الأمطار مم (إنش)                     | 14.3 (0.56)              | 13.9 (0.55)              | 24.1 (0.95)              | 39.2 (1.54)              | 77.2 (3.04)              | 63.5 (2.50)              | 41.0 (1.61)              | 80.1 (3.15)              | 117.7 (4.63)             | 136.0 (5.35)             | 37.5 (1.48)              | 19.8 (0.78)              | 664.3 (26.15)            |
| متوسط الأيام الممطرة (≥ 0.1 mm)                | 1.4                      | 1.6                      | 2.5                      | 3.8                      | 6.8                      | 5.0                      | 3.5                      | 5.5                      | 7.2                      | 8.6                      | 4.1                      | 1.8                      | 51.8                     |
| المصدر: الإدارة الوطنية للمحيطات والغلاف الجوي |                          |                          |                          |                          |                          |                          |                          |                          |                          |                          |                          |                          |                          |

## أعلام
- أندي أندي
- حزقيال لارا
- فرانك بيلتر